# Zwartkaplori
De zwartkaplori of zwartkoplori (Lorius lory) is een papegaaiachtige uit de familie van de papegaaien van de Oude Wereld (Psittaculidae). De wetenschappelijke naam van de soort werd als Psittacus lory in 1758 gepubliceerd door Carl Linnaeus. De soort komt voor op Nieuw-Guinea en omliggende eilanden.

## Uiterlijke kenmerken
De zwartkaplori is ongeveer 31cm lang. De geslachten zijn identiek. De jongen missen de rode band om de hals. Zij hebben een groene mantel, het bovenste deel van de borst is rood en het onderste deel is groenachtig en vermengd met blauwe en rode veertjes. Zij hebben speciale borstelachtige tongen met vlezige, buisvormige uiteinden, waarmee zij vloeibaar voedsel, zowel nectar en sap van tropische vruchten, als zacht vruchtvlees en kleine insecten, kunnen opzuigen.

## Verspreiding en leefgebied
De zwartkoplori heeft een groot verspreidingsgebied over geheel Nieuw-Guinea. Het leefgebied is hoogopgaand bos en bosranden op zeeniveau tot een hoogte van 1200 m daarboven. De vogel verblijft voornamelijk in de boomkronen waar ze in kleine groepjes foerageren op bloesems, vruchten en kleine insecten. Er zijn zeven ondersoorten:
- L. l. viridicrissalis Beaufort, 1909: het noorden van midden Nieuw-Guinea.
- L. l. erythrothorax Salvadori, 1877: de zuidelijke Vogelkop en zuidelijk Nieuw-Guinea.
- L. l. somu (Diamond, 1967): zuidelijk heuvelland van midden Nieuw-Guinea.
- L. l. jobiensis (A.B. Meyer, 1874): Japen en Num.
- L. l. lory (Linnaeus, 1758): Raja Ampat-eilanden en de noordelijke Vogelkop (noordwest Nieuw-Guinea).
- L. l. cyanuchen (S. Müller, 1841:): Biak.
- L. l. salvadorii A.B. Meyer, 1891: noordoostelijk Nieuw-Guinea.

## Status
De grootte van de populatie is niet gekwantificeerd maar de soort wordt omschreven als vrij algemeen. Op de Rode lijst van de IUCN heeft deze soort de status niet bedreigd.

## Voedsel in gevangenschap
In gevangenschap vervangt men het natuurlijk voedsel door honing, gesuikerde melk, stroop, gezoet moes en sap van vruchten, vla, geweekte cake, pudding van rijst- of maismeel. Bovendien hebben zij zacht fruit nodig zoals: bananen, sinaasappels en aardbeien.

## Afbeeldingen

Opnamen van de zwartkoplori in het Jurong vogelpark in Singapore
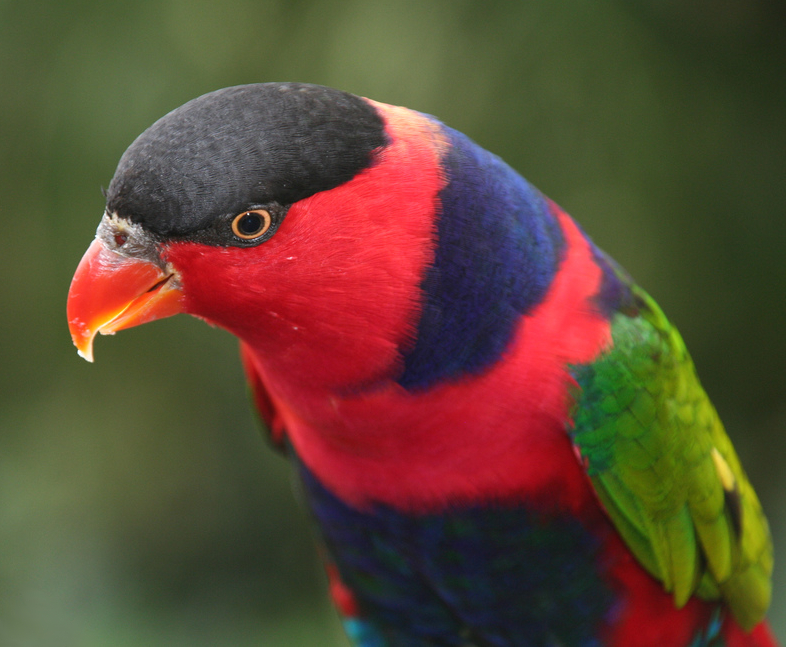
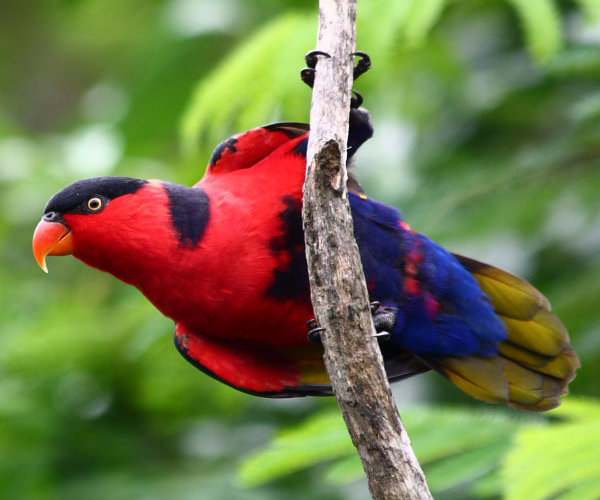
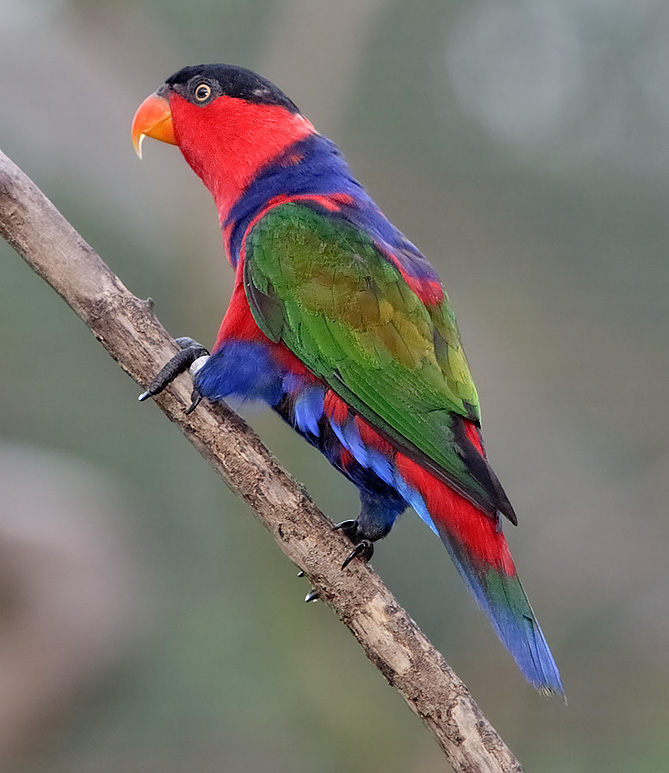